# 서울난우초등학교
서울난우초등학교는 대한민국 서울특별시 관악구에 있는 공립 초등학교이다.

## 학교 연혁
- 1976년 11월 12일 초대 신동호 교장 부임
- 1976년 12월 3일 서울난우초등학교 개교(난곡초교 1066명 분리 인수)
- 1979년 2월 9일 제1회 졸업식(361명)
- 2005년 9월 27일 다목적실 준공
- 2006년 9월 1일 제10대 김순영 교장 부임
- 2007년 11월 10일 장애인용 엘리베이터 및 복도 손잡이 설치
- 2008년 2월 1일 교내 CCTV 5대 설치
- 2008년 6월 1일 전교실 냉난방 겸용기 설치(52실)
- 2009년 2월 28일 본관, 서관 화장실 리모델링 공사 완료
- 2009년 8월 20일 도서실 확장 및 이전
- 2010년 2월 11일 제32회 졸업(320명)(누계 13653)
- 2010년 3월 1일 48학급(특수 2) 포함
- 2010년 3월 2일 학습준비물 지원실, 돌봄교실 개관
- 2010년 9월 1일 제11대 이종현 교장 부임
- 2010년 12월 23일 영어전용교실 준공
- 2012년 1월 20일 보건실 리모델링
- 2012년 3월 6일 급식실 리모델링
- 2013년 8월 31일 강당(체육관) 증축
- 2013년 10월 31일 인조잔디운동장 완공
- 2013년 11월 15일 학교교문 리모델링공사
- 2014년 2월 20일 돌봄교실 2개 교실 설치(희망반, 사랑반)
- 2014년 9월 1일 제12대 박영호 교장 부임
- 2024년 9월 16일 본관 입구 리모델링 완공
- 2024년 10월 29일 동관 화장실 리모델링 완공
- 2026년 12월 3일 개교 50주년

## 참고 자료
- 서울난우초등학교 - 한국교육학술정보원 학교알리미